# Tomoki Hayakawa
Tomoki Hayakawa (早川 友基?, Hayakawa Tomoki; Kanagawa, 3 marzo 1999) è un calciatore giapponese, portiere dei Kashima Antlers e della nazionale giapponese.

## Carriera
Prodotto dell'Università Meiji, nel 2021 viene tesserato nella prima squadra dei Kashima Antlers. Fa il suo esordio con la squadra di Ibaraki il 16 giugno 2021 disputando l’incontro casalingo di Coppa dell'Imperatore vinto 8-1 contro lo Yokohama SCC.
Dalla stagione 2023 diventa il portiere titolare dei Kashima Antlers, sottrando il posto al sudcoreano Kwoun Sun-tae.

## Statistiche

### Presenze e reti nei club
Statistiche aggiornate al 7 agosto 2024.
| Stagione               | Club                   | Campionato             | Campionato | Campionato | Coppe nazionali | Coppe nazionali | Coppe nazionali | Coppe continentali | Coppe continentali | Coppe continentali | Supercoppe | Supercoppe | Supercoppe | Totale | Totale |
| Stagione               | Club                   | Comp                   | Pres       | Reti       | Comp            | Pres            | Reti            | Comp               | Pres               | Reti               | Comp       | Pres       | Reti       | Pres   | Reti   |
| ---------------------- | ---------------------- | ---------------------- | ---------- | ---------- | --------------- | --------------- | --------------- | ------------------ | ------------------ | ------------------ | ---------- | ---------- | ---------- | ------ | ------ |
| 2021                   | Kashima Antlers        | J1                     | 0          | 0          | CG+CdL          | 1+0             | -1+0            | -                  | -                  | -                  | -          | -          | -          | 1      | -1     |
| 2022                   | Kashima Antlers        | J1                     | 5          | -5         | CG+CdL          | 0               | 0               | -                  | -                  | -                  | -          | -          | -          | 5      | -5     |
| 2023                   | Kashima Antlers        | J1                     | 34         | -34        | CG+CdL          | 0+2             | 0 + -3          | -                  | -                  | -                  | -          | -          | -          | 36     | -37    |
| 2024                   | Kashima Antlers        | J1                     | 25         | -30        | CG+CdL          | 0+2             | 0 + -3          | -                  | -                  | -                  | -          | -          | -          | 27     | -33    |
| Totale Kashima Antlers | Totale Kashima Antlers | Totale Kashima Antlers | 64         | -69        |                 | 5               | -7              |                    | -                  | -                  |            | -          | -          | 69     | -76    |
| Totale carriera        | Totale carriera        | Totale carriera        | 64         | -69        |                 | 5               | -7              |                    | -                  | -                  |            | -          | -          | 69     | -76    |

### Cronologia presenze e reti in nazionale
| Cronologia completa delle presenze e delle reti in nazionale ― Giappone | Cronologia completa delle presenze e delle reti in nazionale ― Giappone | Cronologia completa delle presenze e delle reti in nazionale ― Giappone | Cronologia completa delle presenze e delle reti in nazionale ― Giappone | Cronologia completa delle presenze e delle reti in nazionale ― Giappone | Cronologia completa delle presenze e delle reti in nazionale ― Giappone | Cronologia completa delle presenze e delle reti in nazionale ― Giappone | Cronologia completa delle presenze e delle reti in nazionale ― Giappone |
| Data                                                                    | Città                                                                   | In casa                                                                 | Risultato                                                               | Ospiti                                                                  | Competizione                                                            | Reti                                                                    | Note                                                                    |
| ----------------------------------------------------------------------- | ----------------------------------------------------------------------- | ----------------------------------------------------------------------- | ----------------------------------------------------------------------- | ----------------------------------------------------------------------- | ----------------------------------------------------------------------- | ----------------------------------------------------------------------- | ----------------------------------------------------------------------- |
| 12-7-2025                                                               | Yongin                                                                  | Giappone                                                                | 2 – 0                                                                   | Cina                                                                    | Coppa dell'Asia orientale 2025                                          | -                                                                       |                                                                         |
| Totale                                                                  |                                                                         | Presenze                                                                | 1                                                                       |                                                                         | Reti                                                                    | 0                                                                       |                                                                         |